# Castelo de Montemignaio
Castelo de Montemignaio (em italiano: Castello di Montemignaio ) é um castelo na comuna de Montemignaio, província de Arezzo, Toscana, na Itália.